# Johann Heinrich Kalthoff
Johann Heinrich Kalthoff (* 5. Februar 1803 in Warendorf; † 11. Januar 1839 in Münster) war ein deutscher Hebraist, Pädagoge und Hochschullehrer.

## Leben
Kalthoff besuchte zunächst das Gymnasium Laurentianum in Warendorf und anschließend das Gymnasium Paulinum in Münster. Im Jahr 1821 wechselte er an die Universität Münster, an der er bis 1824 Theologie und Philologie studierte. Es schloss sich an der Universität Bonn ein Studium der Orientalistik an. 1829 erfolgte dort seine Promotion mit der Dissertation Jus matrimonii Indorum cum eodem Hebraeorum jure subinde comparatum. Für weitere Studien bei Sylvester de Sacy und Jean-Pierre Abel-Rémusat ging er nach Paris. Von dort kehrte er nach Münster zurück. Dort habilitierte er sich im Herbst 1830 an der Philosophischen Fakultät. 
Kalthoff lehrte in der Folgezeit als Privatdozent orientalische Sprachen und orientalisches Altertum. Außerdem trat er an dem zuvor von ihm selbst besuchten Gymnasium eine Stellung als Lehrer für die französische Sprache an, die er außerdem auch an der Universität lehrte. Er soll sich als Dozent und Lehrer großer Beliebtheit erfreut haben und verstarb überraschend im Amt. Er hinterließ seine Ehefrau und einen Sohn.

## Werke
- Jus matrimonii Indorum cum eodem Hebraeorum jure subinde comparatum, Weber, Bonn 1829.
- Grammatik der hebraeischen Sprache, 1. [und einziger] Teil, Manz, Regensburg 1837.
- Handbuch der hebräischen Alterthümer, Theissing, Münster 1840 (posthum).